# William Richard Beddington
William Richard Beddington, britanski general, * 1893, † 1975.